# Messe Paris

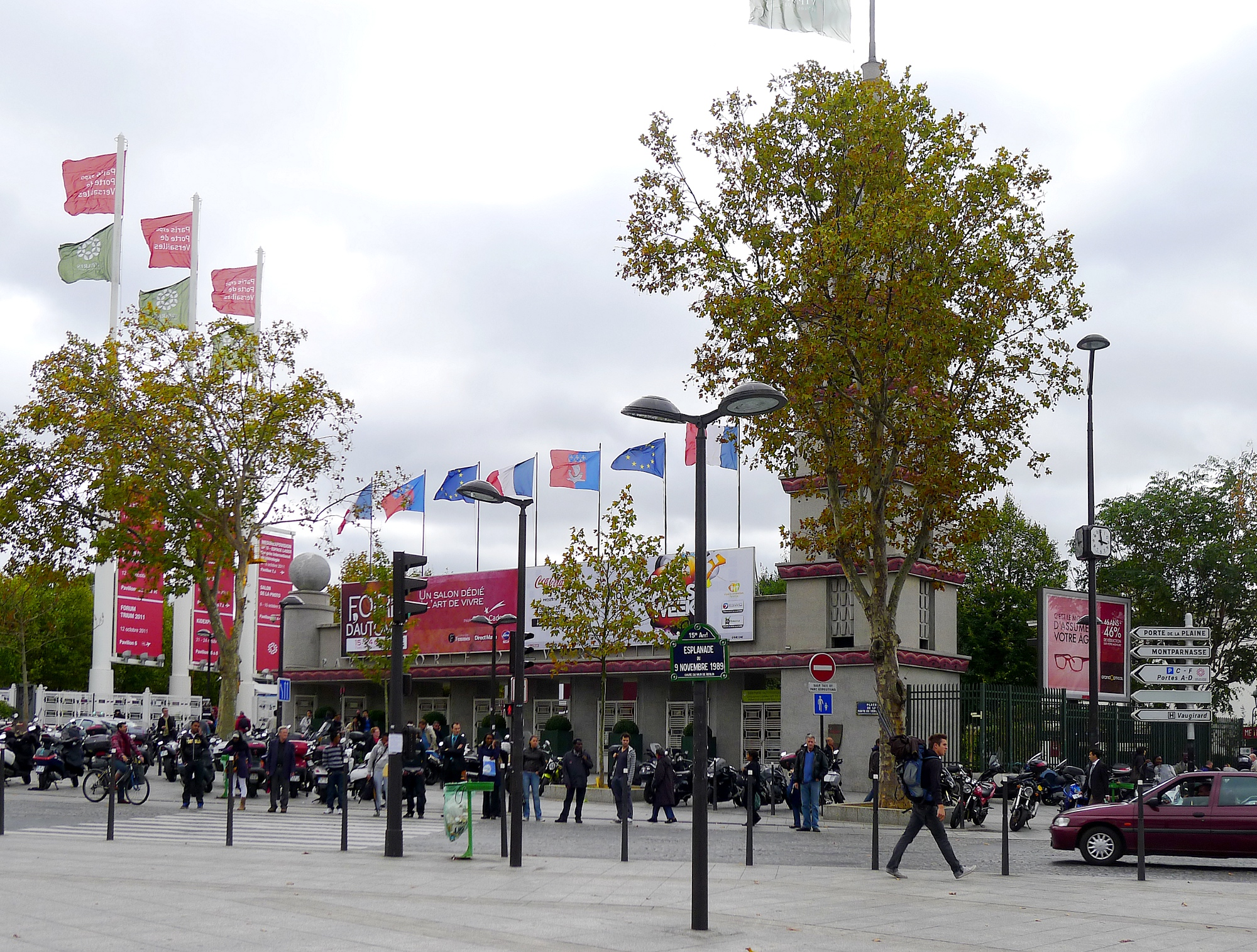
Messe Paris, Eingangsbereich (1989)

Die Messe Paris (französisch Paris Expo Porte de Versailles) ist ein Messegelände der französischen Hauptstadt Paris.
Sie befindet sich auf dem Gebiet des Stadtviertels Saint-Lambert im 15. Arrondissement von Paris und der Gemeinden Issy-les-Moulineaux und Vanves im Département Hauts-de-Seine. Sie liegt nahe der Porte de Versailles zu beiden Seiten des Stadtautobahnrings Boulevard périphérique.
Das Gelände hat 35 Hektar und über sieben Millionen Besucher pro Jahr. Pavillon 7 bildet das internationale Kongresszentrum. Paris hat jährlich rund 420 Messen, viele auf diesem Gelände. Ein neuer 180 Meter hoher Wolkenkratzer, Tour Triangle genannt, ist in Bau und soll 2024 eröffnet werden. Mit 210.000 Quadratmetern ist das Gelände ein Drittel so groß wie die Messe Frankfurt.
Die Messegesellschaft Viparis betreibt ein weiteres Messegelände, Paris Nord Villepinte genannt, rund 24 Kilometer nördlich des Stadtzentrums in Villepinte nahe dem Flughafen Charles de Gaulle.
Ein weiteres Kongresszentrum ist das ebenfalls am Boulevard périphérique gelegene Palais des congrès de Paris an der westlichen Stadtgrenze.
Zu den Olympischen Sommerspielen sowie den Sommer-Paralympics 2024 in Paris werden drei Messehallen (Arena Paris Sud 1, 4 und 6) genutzt. Sie sollen Austragungsort für Volleyball, Tischtennis, Gewichtheben, Handball (Vorrunde Olympische Sommerspiele) und Goalball, Boccia sowie Para Tischtennis (Sommer-Paralympics) sein. Dafür wurde die Messe bis zum Frühjahr 2024 modernisiert.

## Messen
- Landwirtschaftsmesse (jährlich im Februar/März)
- Mondial Paris Motor Show (alle zwei Jahre im Wechsel mit der Internationalen Automobil-Ausstellung), nächster Termin Oktober 2024
- Paris Games Week (PGW) (jährlich)
- Rétromobile (jährlich im Februar)
- Pariser Buchmesse (jährlich im März)
- Electrify Europe
- Salon International de l’Agriculture ist eine jährlich im Februar / März stattfindende Landwirtschaftsausstellung und Messe mit Pferdeshows. Sie fand erstmals 1870 als Concours général agricole statt,[4] seit 1964 als Salon International de l'Agriculture (SIA). Sie zieht ca. 600.000 Besucher und 1000 Aussteller an und dauert 9 Tage.

## Anbindung mit öffentlichen Verkehrsmitteln
Das Messegelände an der Porte de Versailles wird bedient durch:
- Die Station Porte de Versailles der Métrolinie 12 (umsteigefreie Verbindungen zu den Bahnhöfen Montparnasse und Saint-Lazare);
- Die Straßenbahnlinien T2 und T3a (Haltestelle „Porte de Versailles“);
- Die Buslinien 39 (Haltestelle „Desnouettes“ oder „Porte d’Issy“) und 80 (Haltestelle „Porte de Versailles“);
- Die Noctilien Nachtbuslinien N13, N62 und N145.